# Пам'ятник загиблим воїнам-афганцям (Київський район Донецька)
Па́м'ятник заги́блим во́їнам-афга́нцям (пам'ятник воїнам-інтернаціоналістам) — скульптурна композиція на честь загиблих воїнів-афганців Донецької області.

## Опис
На території Донецької області поховано 302 осіб, убитих в афганській війні (1979—1989) і понад 300 чоловік повернулися інвалідами із цієї війни.
Пам'ятник відкритий 7 травня 1996 року в Міському парку культури і відпочинку. Автори пам'ятника — скульптор Порожнюк О.Н. і архітектор Темкин Е.М.
Пам'ятник розташований поруч із монументом «Визволителям Донбасу», що символізує зв'язок поколінь воїнів Німецько-радянської війни і Афганської війни (1979—1989).
Пам'ятник являє собою скульптуру бійця на брилі каменю, що символізує скелі Афганістану. Навколо брили розташовано 36 меморіальних дощок з 254 прізвищами загиблих і виділена зона тиші, що утворена парком.
За словами скульптора пам'ятника Олександра Порожнюка, ним було створено вдаліший проєкт, аніж встановлений. Згдіно з проєктом пам'ятник повинен був виглядати як велика скеля, в яку входить ряд солдатів — один уже майже зайшов і з каменю видна лише потилиця, другий зайшов лише трошки. Скеля символізувала непробивність і неможливість завоювати Афганістан і солдати йшли в неї як у те, що нічого не дає. Але цей проєкт не був реалізований.
У 2009 році, у зв'язку з будівництвом стадіону «Донбас-Арена» пам'ятник повинні перенести на нове місце. Його повинні встановити біля монументу «Визволителям Донбасу» так, щоб обидва пам'ятники склали єдиний ансамбль.

Пам'ятник загиблим воїнам-афганцям. Деталь (2007 рік)
Пам'ятник загиблим воїнам-афганцям і монумент «Визволителям Донбасу» (2005 рік)
Загальний вид (2010 рік)